# Leucemia
Leucemia é um grupo de cancros que surgem geralmente na medula óssea e causam um número elevado de glóbulos brancos anormais. Estes glóbulos brancos não estão totalmente desenvolvidos e são denominados células leucémicas. Os sintomas incluem hemorragias e contusões, fadiga, febre e aumento do risco de infeções, e podem ocorrer devido à ausência de células sanguíneas normais. O diagnóstico é geralmente feito através de análises ao sangue ou biópsia da medula óssea.
Desconhece-se a causa exata da leucemia. Acredita-se que os diferentes tipos de leucemia têm diferentes causas e que estão envolvidos tanto fatores hereditários como ambientais. Entre os fatores de risco estão o tabagismo, radiação ionizante, alguns produtos químicos (como o benzeno), antecedentes de quimioterapia, síndrome de Down e antecedentes familiares de leucemia. Existem quatro tipos principais de leucemia: leucemia linfoblástica aguda (LLA), leucemia mieloide aguda (LMA), leucemia linfocítica crónica (LLC) e leucemia mieloide crónica (LMC), para além de vários tipos menos comuns. As leucemias e os linfomas pertencem a um grupo abrangente de tumores que afetam o sangue, a medula óssea e o sistema linfático.
O tratamento pode consistir numa combinação de quimioterapia, radioterapia, terapia dirigida e transplante de medula óssea, para além de terapia de apoio e cuidados paliativos conforme necessário. Alguns tipos de leucemia podem ser geridos com vigilância ativa. A eficácia do tratamento depende do tipo de leucemia e da idade da pessoa. Em países desenvolvidos, o prognóstico tem vindo a melhorar. Nos Estados Unidos, a taxa de sobrevivência a cinco anos é, em média, 57%. Em crianças com menos de 15 anos, a taxa de sobrevivência a cinco anos é superior a 60-85%, dependendo do tipo de leucemia. Em pessoas com leucemia aguda que no prazo de cinco anos não voltem a ter cancro, é improvável que a doença reapareça.
Em 2012, a leucemia afetava em todo o mundo 352 000 pessoas e foi responsável por 265 000 mortes. É o tipo mais comum de cancro em crianças, nas quais três quartos dos casos são leucemia linfoblástica aguda. No entanto, 90% dos casos de leucemia são diagnosticados em adultos, sendo os tipos mais comuns a leucemia mieloide aguda e a leucemia linfocítica crónica

## Classificação

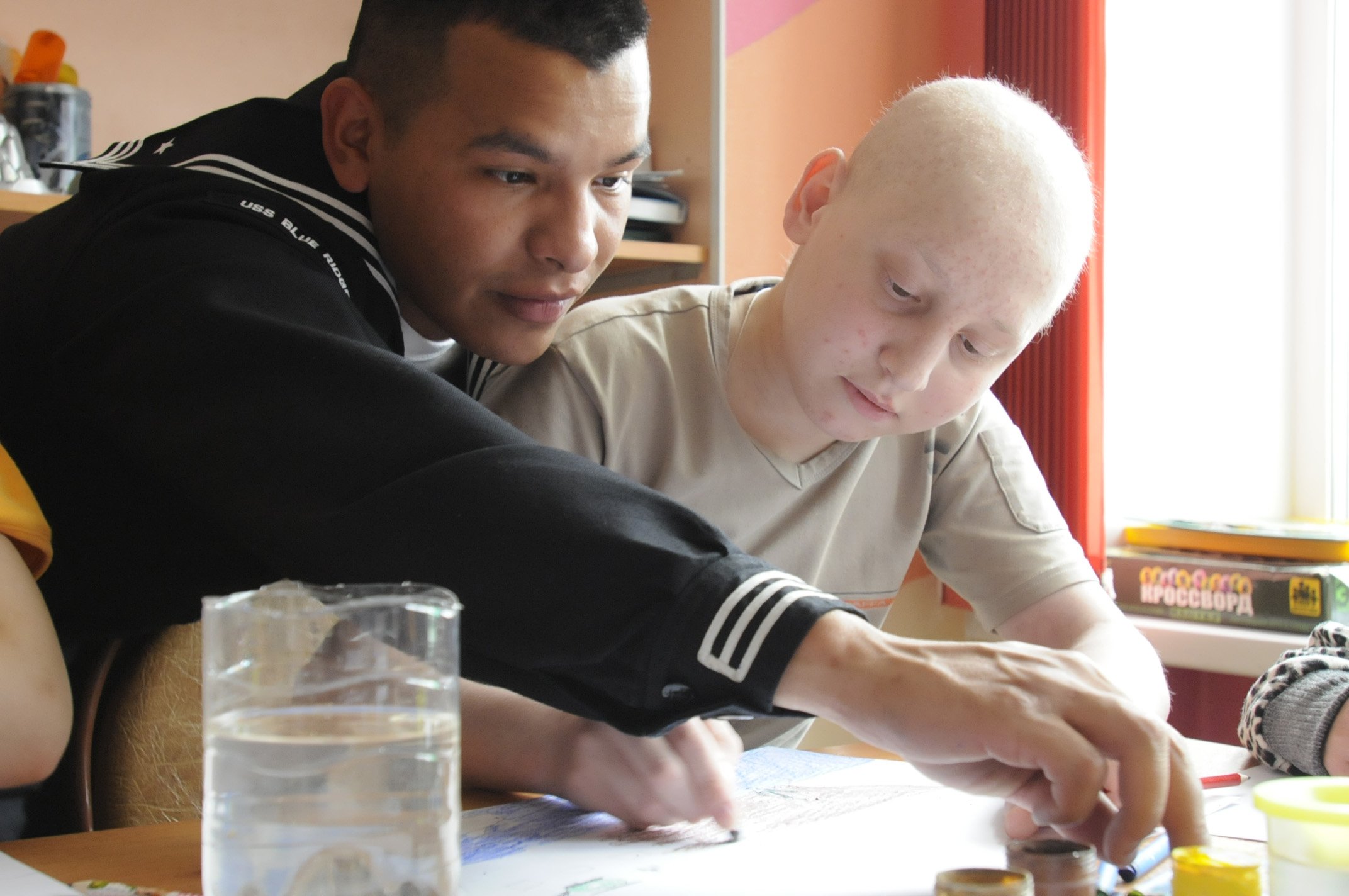
A leucemia é o câncer mais comum em crianças, respondendo por 30% dos casos. Nas crianças, 85% das leucemias são do tipo linfoide aguda (LLA), 10% são mieloide aguda (LMA) e 5% são mieloide crônica (LMC).

Clinicamente e patologicamente a leucemia é dividida em formas aguda e crônica:
- Leucemia aguda: caracterizada pelo crescimento rápido de células imaturas do sangue. O tratamento deve ser imediato pela rápida progressão e acumulo de células malignas que invadem a circulação periférica e outros órgãos. Geralmente acomete em crianças e adultos jovens.
- Leucemia crônica: caracterizada pela produção progressiva e constante de células maduras anormais. Sua progressão pode demorar de meses a anos. Geralmente acomete idosos.

Além disso, as doenças são classificadas em:
- Leucemias linfoides ou linfoblásticas: quando a mutação cancerosa ocorreu nos linfoblastos ou nos linfócitos. Os linfoblastos são precursoras dos linfócitos, que atuam na defesa do organismo contra corpos estranhos (ex: vírus, bactérias, fungos, alérgenos).
- Leucemias mieloides: quando a mutação cancerosa ocorreu nas células da medula óssea que produzem os elementos do sangue (ex: hemácias, mieloblastos ou plaquetas).

| Tipo                         | Ocorrência | Taxa de sobrevivência em 5-anos  | Tratamento |
| ---------------------------- | --- | -------------------------------- | --- |
| Leucemia linfocítica aguda   | Tipo mais comum de leucemia em crianças jovens. Também afeta adultos, especialmente com mais de 65 anos.                                          | 85% em crianças e 50% em adultos | Radioterapia, quimioterapia, terapia localizada e/ou transplante de medula óssea. Prevenção da propagação da doença, principalmente ao sistema nervoso central.     |
| Leucemia linfocítica crônica | Mais frequentemente afeta adultos acima de 55 anos. Às vezes ocorre em adultos jovens, mas quase nunca afeta crianças. ⅔ dos afetados são homens. | 75%                              | Radioterapia, quimioterapia, esplenectomia, anticorpos monoclonais, paliativo e/ou transplante de medula óssea e de células tronco.                                 |
| Leucemia mieloide aguda      | Ocorre mais comumente em adultos do que em crianças, sendo mais comuns em homens do que em mulheres.                                              | 40%                              | Quimioterapia, ácido retinoico trans-ALL (ATRA), anticorpos monoclonais, paliativo e/ou transplante de células tronco.                                              |
| Leucemia mieloide crônica    | Ocorre principalmente em adultos. Um número muito pequeno de crianças também desenvolve esta doença.                                              | 90%                              | Inibidores da tirosina quinase como imatinib, quimioterapia, imunoterapia, transplante de células tronco, infusão de linfócitos do doador (ILD) e/ou esplenectomia. |
| Leucemia de células pilosas  | Cerca de 80% dos afetados são homens adultos. Não há caso relatados em crianças jovens.                                                           | 96% a 100% em dez anos           | Quimioterapia, esplenectomia, anticorpos monoclonais (rituximab) e/ou imunoterapia (com vacinas e citocinas)                                                        |

### Subtipos

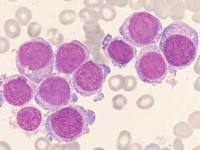
Células da leucemia vistos ao microscópio, tingidas com H&E.

Dentro destas categorias principais, existem diversas subcategorias como:
- Leucemia de células pilosas: Um subtipo de leucemia linfocítica crônica, com linfócitos que parecem ter pelos ("pilosos") quando observados ao microscópio. Cerca de 80% das pessoas afetadas são homens adultos. Não foram notificados casos em crianças. A sobrevivência é de 96% a 100% em dez anos.[22]
- Leucemia linfocítica granular T ou NK: Afetam linfócitos T ou NK. É rara, pouco agressiva e indolor.
- Leucemia de células T do adulto: É causada pelo Vírus linfotrópico da célula T humana (HTLV), um retrovírus semelhante ao HIV, que também afeta os linfócitos T CD4+, mas imortaliza a célula pra que produza mais HTLV.
- Leucemia agressiva células NK: É um linfoma raro dos linfócitos NK (Natural Killer), que pode ser induzido pelo vírus Epstein-Barr. Mais comum em adolescentes e adultos jovens. Causa um declínio muito rápido, exigindo rápido início da quimioterapia.[23]

## Sinais e sintomas

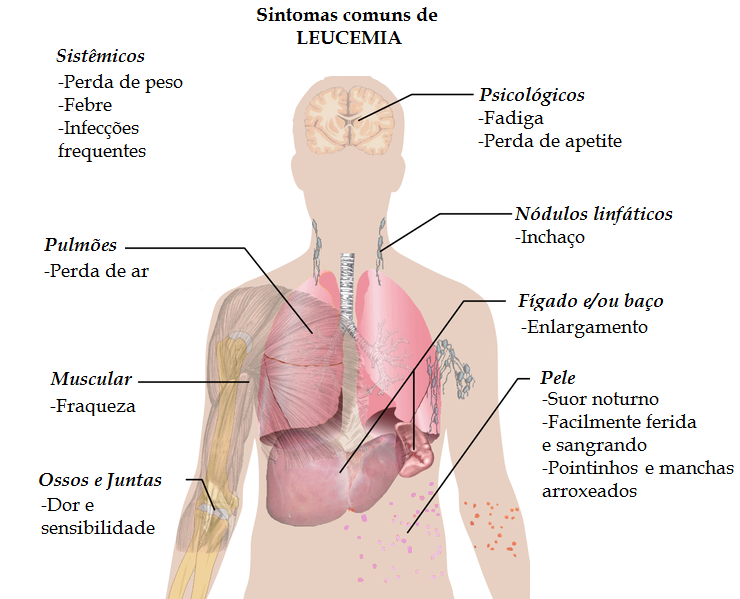
Sintomas comuns de leucemia

As manifestações clínicas da leucemia são secundárias à proliferação excessiva de células imaturas (blásticas) na medula óssea, que infiltram os tecidos do organismo, tais como: amígdalas, linfonodos (ínguas), pele, baço, rins, sistema nervoso central (SNC) e outros. A proliferação rápida das células leucêmicas faz com que estas vão ocupando cada vez mais a medula óssea, não deixando mais as células normais (hemácias, leucócitos e plaquetas) se reproduzirem normalmente e saírem da medula óssea, causando sintomas diferentes a cada tipo da doença, tais como:
- Síndrome anêmica: aparecem pela redução da produção dos eritrócitos pela medula óssea.
  - Sonolência;
  - Cansaço;
  - Irritabilidade e fraqueza;
  - Pouca fome, consequentemente emagrecimento;
  - Palpitações;
  - Dores de cabeça;
  - Tonturas;
  - Desmaios;
  - Queda de Cabelos;
  - Palidez.

- Síndrome trombocitopênica (hemorragias): aparecem pela redução de plaquetas que são de grande importância para a coagulação do sangue, pois evitam os sangramentos.
  - Hematomas (manchas roxas) grandes que aparecem sem trauma algum;
  - Hematomas (manchas roxas) que aparecem e reaparecem, sucessivamente, após pequeno trauma;
  - Petéquias (pequenas pintinhas vermelhas de sangue que aparecem na pele);
  - Petéquias dentro da boca;
  - Epistaxe;
  - Sangramento gengival;
  - Menstruação excessiva;
  - Algumas vezes, sangue nas fezes;

- Síndrome leucopênica (mais neutropênica):aparecem pela diminuição de leucócitos normais, principalmente os neutrófilos, que atuam na defesa do organismo contra infecções.
  - Infecções frequentes;
  - Língua dolorida, machucada;
  - Aftas, machucados frequentes que aparecem e reaparecem dentro da boca ou no lábio;
  - Febre;
  - Algumas vezes, suor excessivo durante a noite e gânglios linfáticos saltados;
  - Esplenomegalia e/ou Hepatomegalia (alargamento do baço e/ou fígado).

Ocasionalmente, também pode ocorrer:
- Infiltração das células leucemias nos órgãos, tecidos e ossos causando:
  - Dor nos ossos;
  - Dor no esterno;
  - Dor nas articulações;
  - Problemas nos órgãos.

Esses sintomas geralmente aparecem em "tríade", ou seja, pelo menos, um sintoma de cada síndrome (anemia, plaquetopenia, leucopenia). Por exemplo, uma pessoa pode apresentar sonolência, manchas roxas e febre. Porém, existem casos raros em que a pessoa apresenta apenas uma anemia normocítica de difícil tratamento.

## Causas
Não existe uma causa única para todos os tipos de leucemia. Cada tipo de leucemia possui sua própria causa. Suspeita-se de ser causada por fatores diversos, dentro deles: herança genética, desencadeamento após contaminação por certos tipos de vírus, radiação, poluição, tratamento quimioterápico entre outros.

## Diagnóstico

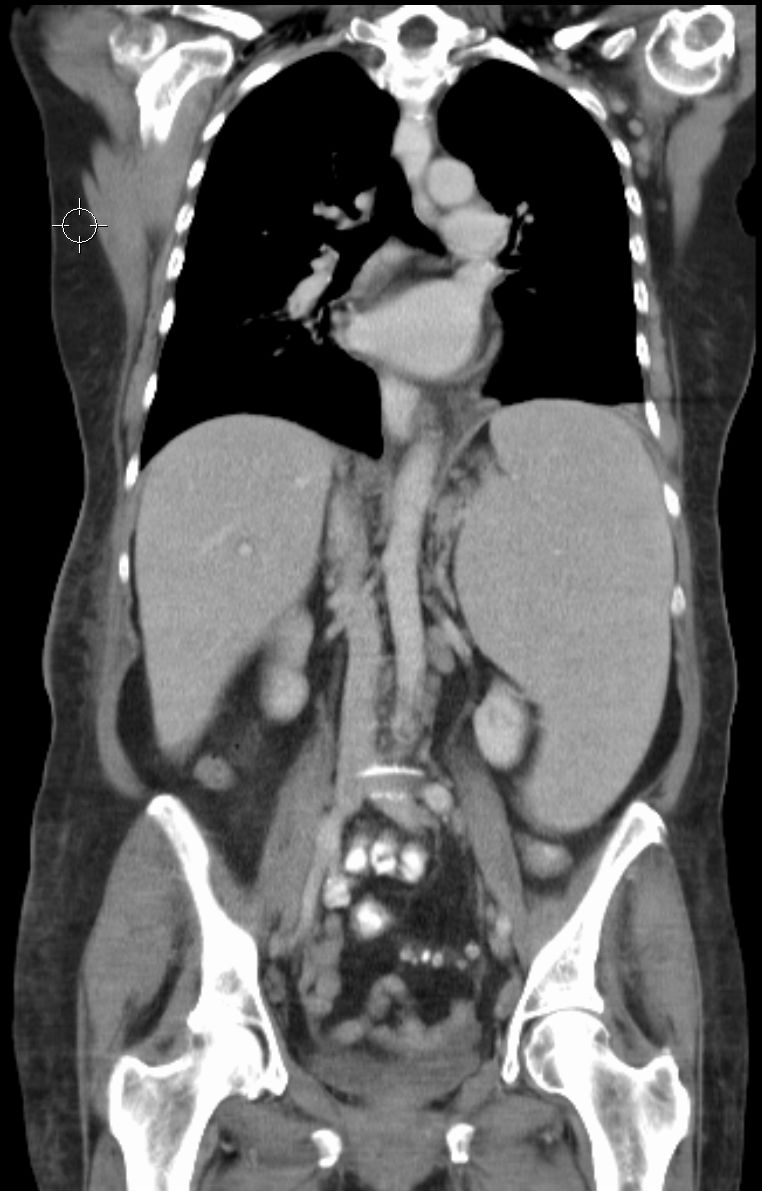
Alargamento do baço e fígado em paciente com leucemia.

- Hemograma: ao fazer um exame de rotina, pode-se notar um hemograma anormal sugestivo de leucemia com presença de células imaturas ou uma proliferação excessiva de células aparentemente maduras. O hemograma não serve para classificar a leucemia, mas geralmente é o primeiro exame a ser notado alguma alteração. Também se verifica se há presença de anemia e trombocitopenia.

- Mielograma: É um exame de grande importância para o diagnóstico, através da análise da morfologia das células e com o uso de provas citoquímicas. O mielograma é usado também para a avaliação da resposta ao tratamento, indicando se, morfologicamente, essas células leucêmicas foram erradicadas da medula óssea (remissão completa medular). Esse exame é feito sob anestesia local e consiste na aspiração da medula óssea seguida da confecção de esfregaços em lâminas de vidro, para exame ao microscópio. Os locais preferidos para a aspiração são a parte posterior do osso ilíaco (bacia) e o esterno (parte superior do peito). Durante o tratamento são feitos vários mielogramas.

- Punção lombar: A espinal medula é parte do sistema nervoso, que tem a forma de cordão, e por isso é chamada de cordão espinhal. A medula é forrada pelas meninges (três membranas). Entre as meninges circula um líquido claro denominado líquor. A punção lombar consiste na aspiração do liquor para exame citológico e também para injeção de quimioterapia com a finalidade de impedir o aparecimento (profilaxia) de células leucêmicas no SNC ou para destruí-las quando existir doença (meningite leucêmica) nesse local. É feita na maioria das vezes com anestesia local e poucas vezes com anestesia geral. Nesse último caso, é indicado em crianças que não cooperam com o exame.

- Citometria de fluxo: Pesquisa alguns marcadores de superfície das células imaturas. No caso de uma leucemia linfóide aguda é possível saber se a proliferação é de linfócito T ou B.

## Tratamento

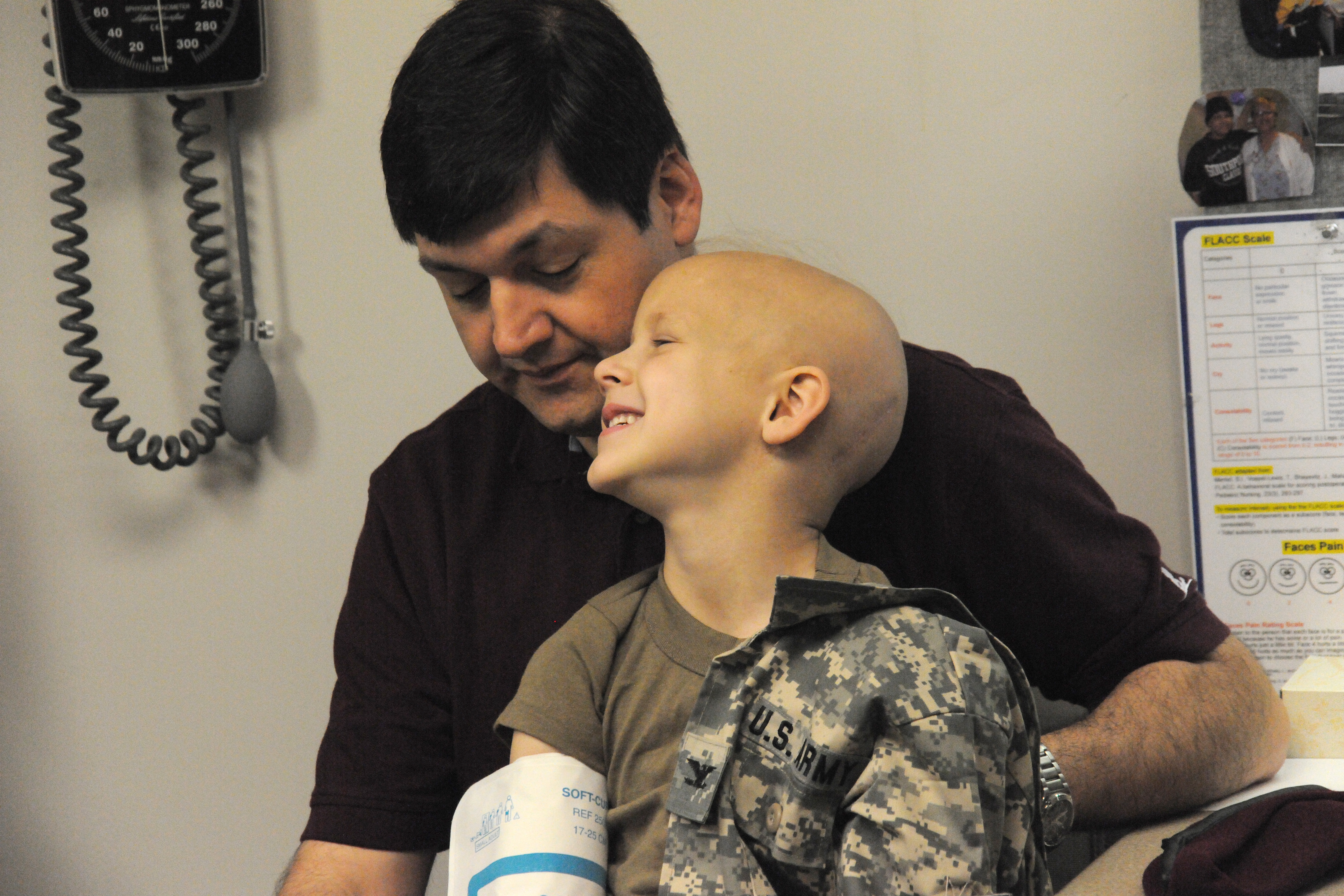
Geralmente duas semanas de quimioterapia já são suficientes para eliminar todas as células doentes do sangue.

Como geralmente não se conhece a causa da leucemia, o tratamento tem o objetivo de destruir as células leucêmicas, para que a medula óssea volte a produzir células normais. O grande progresso para obter cura total da leucemia foi conseguido com a associação de medicamentos (poliquimoterapia), controle das complicações infecciosas e hemorrágicas e prevenção ou combate da doença no sistema nervoso central (cérebro e medula espinhal). Para alguns casos, é indicado o transplante de medula óssea.
O tratamento é feito em várias fases. A primeira tem a finalidade de atingir a remissão completa, ou seja, um estado de aparente normalidade que se obtém após a poliquimioterapia. Os quimioterápicos mais utilizados são a citarabina (100–200 mg/m² por 7 dias) e a daunorrubicina (30–60 mg/m² por 3 dias). Este esquema é conhecido como 7+3. Esse resultado é conseguido entre um e dois meses após o início do tratamento (fase de indução de remissão), quando os exames não mais evidenciam células leucêmicas. Isso ocorre quando os exames de sangue e da medula óssea (remissão morfológica) e o exame físico (remissão clínica) não demonstram mais anormalidades.
Entretanto, as pesquisas comprovam que ainda restam no organismo muitas células leucêmicas (doença residual), o que obriga a continuação do tratamento para não haver recaída da doença. Nas etapas seguintes, o tratamento varia de acordo com o tipo de leucemia (linfoide ou mieloide), podendo durar mais de dois anos nas linfóides e menos de um ano nas mieloides.

São três fases:

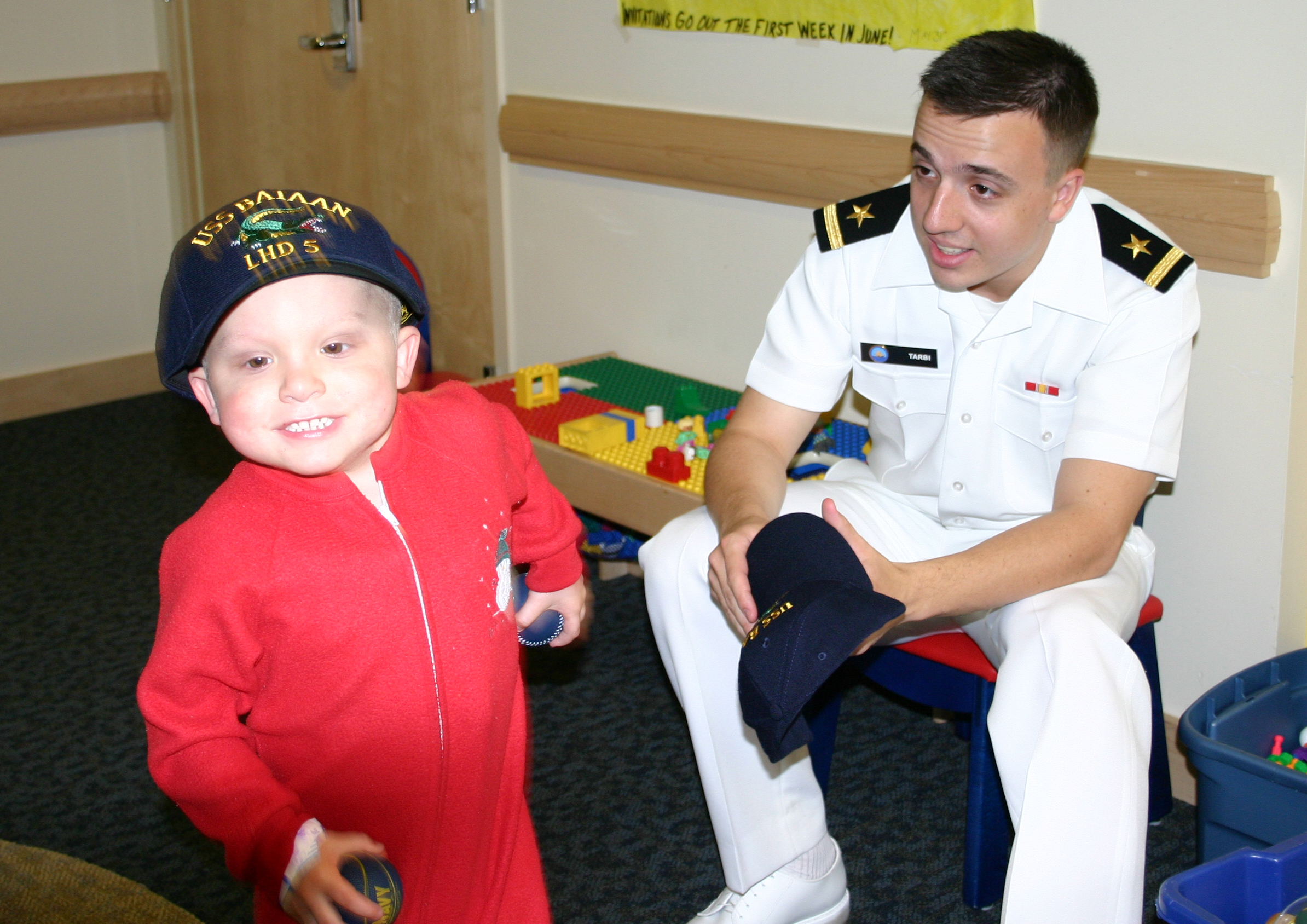
Hoje já é possível a coleta de células-tronco hematopéticas do sangue ou da medula. Infelizmente cerca de 60% dos pacientes não encontram doador na família e precisam buscar um doador compatível voluntário cadastrado no registro brasileiro de doadores de medula óssea (REDOME).

- consolidação (tratamento intensivo com substâncias não empregadas anteriormente);
- reindução (repetição dos medicamentos usados na fase de indução da remissão) e
- manutenção (o tratamento é mais brando e contínuo por vários meses).

Por ser uma poliquimioterapia agressiva, pode ser necessária o internamento do paciente nos casos de infecção decorrente da queda dos glóbulos brancos normais pelo próprio tratamento.

### Procedimentos médicos
- Cateter Venoso Central: Como o tratamento da leucemia aguda pode alcançar até três anos de duração e requer repetidas transfusões e internações, recomenda-se a implantação de um cateter de longa permanência em uma veia profunda, para facilitar a aplicação de medicamentos e derivados sanguíneos além das frequentes coletas de sangue para exames, evitando com isso punções venosas repetidas e dolorosas.

- Transfusões: Durante o tratamento, principalmente na fase inicial, os pacientes recebem, quase diariamente, transfusões de hemácias e de plaquetas, enquanto a medula óssea não recuperar a hematopoese (produção e maturação das células do sangue) normal.

## Epidemiologia
Em 2008 foram estimados cerca de 351 mil casos novos e 257 mil óbitos por leucemia no mundo. No Brasil são estimados 5 novos casos a cada 100 mil homens e 4 a cada 100 mil mulheres. Por causa da diferença no acesso ao tratamento sobrevida após 5 anos é de 43% na Europa Ocidental, mas apenas 24% na América do Sul. Em crianças com acesso a hospitais modernos a sobrevida relativa em 5 anos alcança 80%.
Em 2012, no Brasil, o INCA estima que houve cerca de 4.500 homens e 4.000 mulheres afetados. Em 2010 a leucemia causou cerca de 6000 vítimas. Ainda segundo o INCA, em 2008 ocorreram no mundo cerca de 351 mil casos novos e 257 mil óbitos por leucemia.

## História

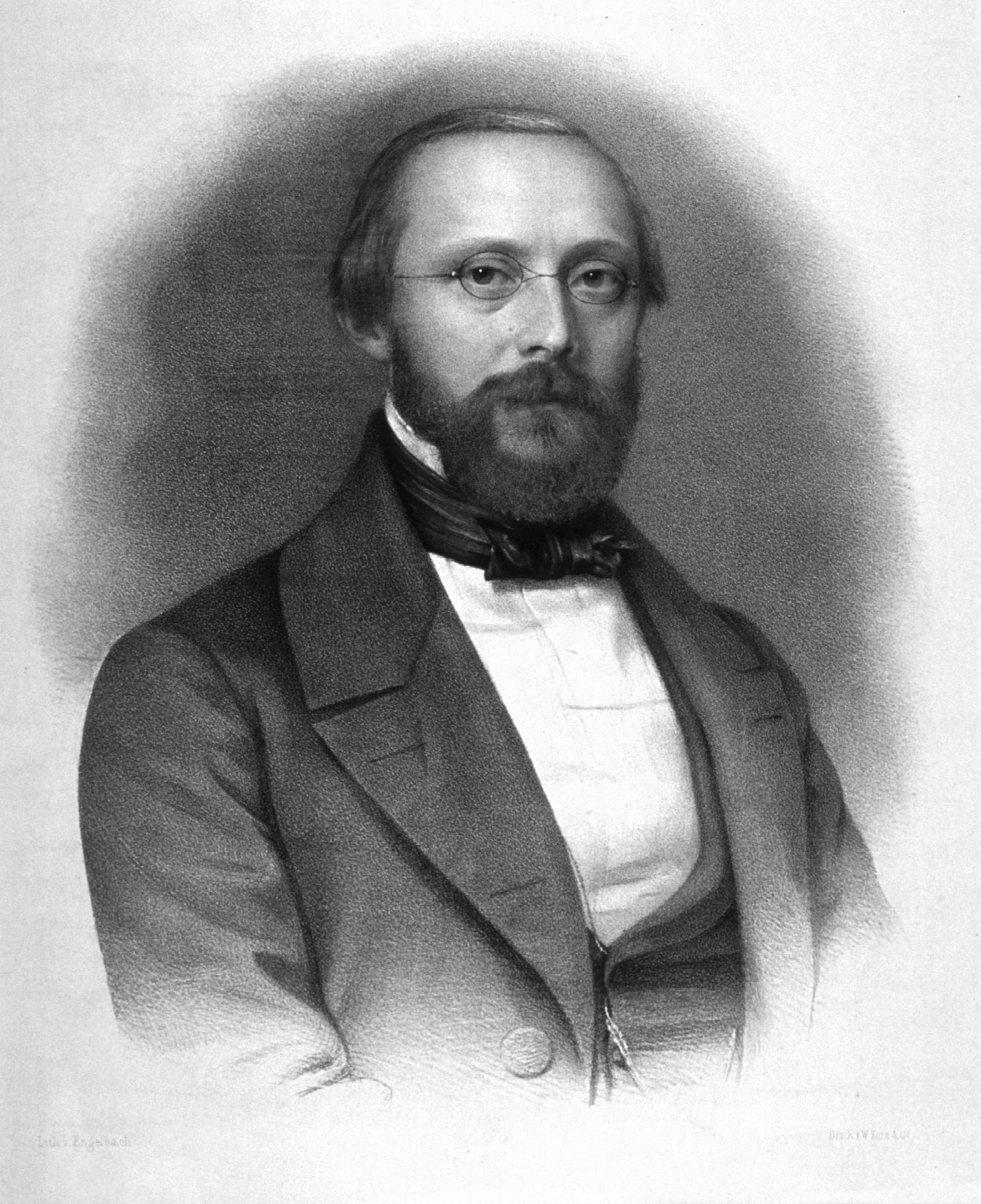
Rudolf Virchow

A leucemia foi observada pela primeira vez pelo patologista Rudolf Virchow em 1845. Observando um número anormalmente elevado de glóbulos brancos em uma amostra de sangue de um paciente, chamado a condição Leukämie em alemão.